# Бёрнзен, Йенс
Йенс Бёрнзен (нем. Jens Böhrnsen; род. 12 июня 1949, Бремен) — немецкий политик, представитель СДПГ, с 8 ноября 2005 по 15 июля 2015 — бургомистр Бремена и глава правительства земли Бремен, с 1 ноября 2009 по 31 октября 2010 — председатель Бундесрата.
В 1968—1973 годах обучался в Кильском университете, получив в нём юридическое образование. В 1995 году был избран в Сенат Бремена, с 1999 года возглавил в нём фракцию СДПГ. После отставки бургомистра Хеннинга Шерфа с подавляющим перевесом (около 72 % голосов) победил на выборах земельного лидера СДПГ и стал новым бургомистром. После выборов 2007 года отказался от формирования коалиции с ХДС и пригласил в новое правительство представителей Зелёных.
После ухода 31 мая 2010 года в отставку президента ФРГ Хорста Кёллера стал и. о. президента ФРГ. По закону, новый президент Германии должен быть избран в течение 30 дней с момента отставки президента. 30 июня этот пост занял избранный Кристиан Вульф.